# Pierre Bameul
Pierre Bameul (nacido en Barneville-Carteret el 10 de noviembre de 1940) es un escritor francés adscrito al género literario de la ciencia ficción, aunque la serie de novelas Pour nourrir le Soleil se enmarcan dentro del género de la ucronía.
Una de sus primeras novelas cortas, titulada Les Vieux au Poteau (1975), fue publicada en el número 137 de la revista Galaxy  y galardonada con el Premio a la mejor novela de ciencia ficción francesa en el Congreso de la Ciencia ficción Francesa de Angoulème —en francés: Congrès de la SF française d'Angoulème— el mismo año.

## Obras

### Novelas
- Je paye donc je suis (1977).
- Écrit dans le passé (1978).
- Par le Royaume d'Osiris (1981), Nouvelles éditions OPTA, ISBN 978-2720101380.
- L'Ere du Vent (2011), Editions ARMADA, ISBN 979-10-90931-03-9.

#### SeriePour nourrir le Soleil
- La saga d'Arne Marsson (1986)
- Le choix des destins (1986).

### Novela corta
- Les Vieux au Poteau ! (1975).
- Copyright Editions Azerty (1976).
- Le cavalier antique (1977), radionovela.
- l'Echelle Mobile (1979).
- Les Redresseurs de torts (1980).
- Mobilis in Mobili (1980).
- Héroïne fantaisie (1983).
- La Rosée du Veld (1986).